# Logentheater

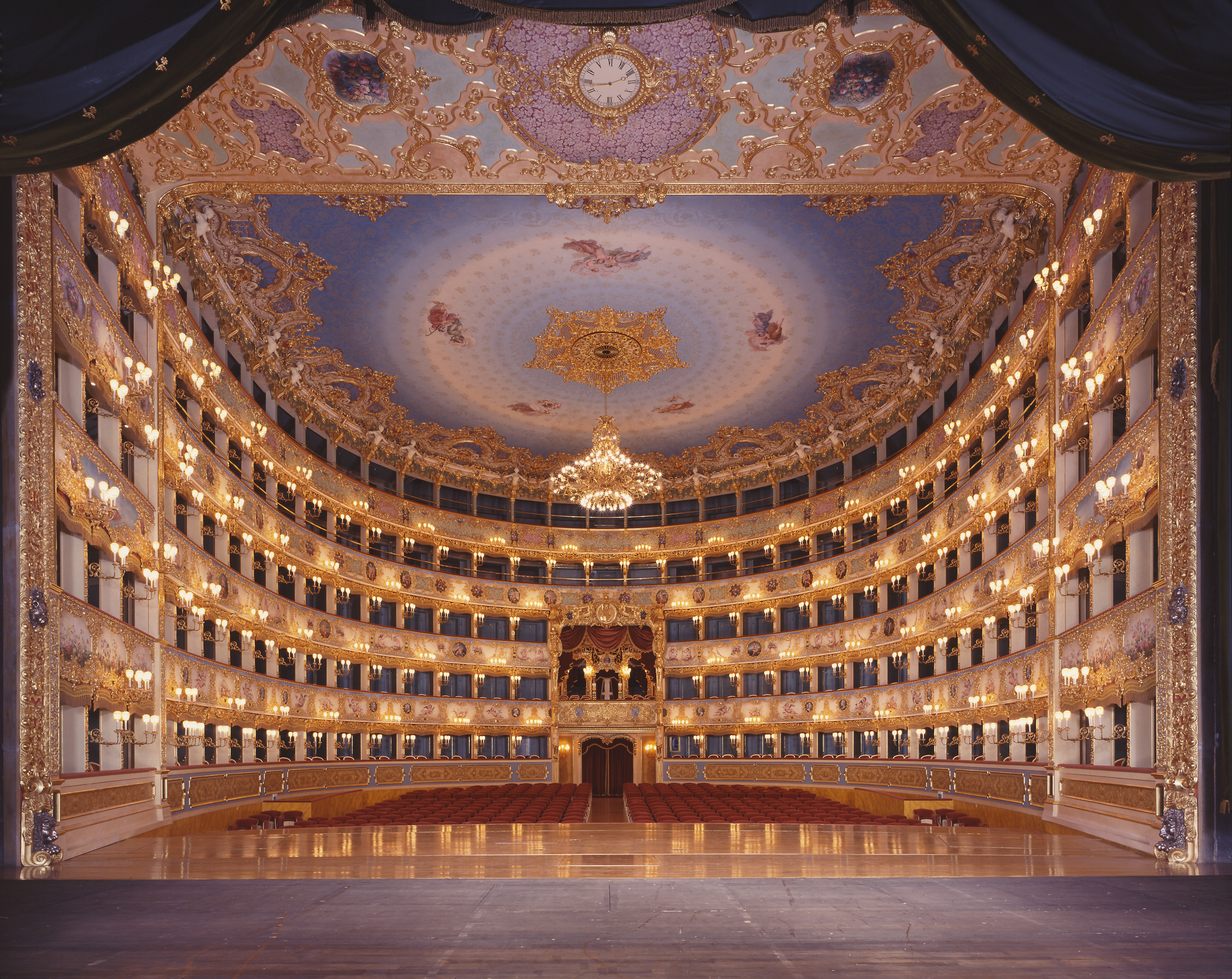
Teatro La Fenice (2018)

Logentheater bezeichnet eine Gestaltung des Zuschauerraums, wie sie für das Barocktheater charakteristisch ist: Rund um das noch unbestuhlte Parkett, das für Ballette und Tanzbälle genutzt wird, befinden sich Balkone („Ränge“), die mit Trennwänden in einzelne Logen eingeteilt sind.
Dies ermöglichte den Familien und Gesellschaften in den Logen eine gewisse Abgeschiedenheit, gegenseitige Besuche und ein relativ ungehindertes Kommen und Gehen während der Vorstellung. Der Bühne gegenüber befindet sich die Fürstenloge, die im damals noch erleuchteten Zuschauerraum den Blick der Zuschauer ebenso auf sich zog wie die Bühne.
Das Logentheater wurde seit Beginn des 19. Jahrhunderts zum Politikum, als sich die bürgerlichen Stadt- und „National“-Theater gegenüber den Hoftheatern durchsetzten. In manchen Theatern wurden die Trennwände zwischen den Logen eingerissen, um eine zumindest symbolische Beseitigung der Standesgrenzen zu demonstrieren (so etwa im Stadttheater Riga 1836, als es vom Besitz der Barone Vietinghoff in die Hand eines bürgerlichen Vereins übergegangen war).
Nicht beseitigen lassen sich die Stützpfeiler zwischen den Logen, die in solcherart umgebauten Logentheatern zum optischen Hindernis werden können. Neuere Theaterbauten hatten oft nur noch wenige Logen oder verzichteten aus politischer Absicht ganz auf sie wie das Richard-Wagner-Festspielhaus Bayreuth, dessen Zuschauerraum mit Bezug auf das „demokratische“ griechische Theater als aufsteigende Tribüne gestaltet ist.
Ein erhaltenes Logentheater ist etwa das Markgräfliche Opernhaus Bayreuth. Auch modernere Theater wie das Wiener Burgtheater haben noch den Charakter eines Logentheaters beibehalten. Ein mehrmals wiederaufgebautes Logentheater ist das Teatro La Fenice Venedig.